# Cantó de Bòuvila
El cantó de Bòuvila és un cantó francès del departament d'Òlt i Garona, situat al districte d'Agen. Té 8 municipis i el cap és Bòuvila.

## Municipis
- Bòuvila
- Blaymont
- Cauzac
- Dondas
- Engayrac
- Sant Martin de Bòuvila
- Sant Maurin
- Tairac

## Història
| Data d'elecció                           | Identitat                    | Partit        | Qualitat |
| ---------------------------------------- | ---------------------------- | ------------- | -------- |
| 1973-1987                                | Claude Archambault de Vençay | Divers droite |          |
| 1987-2004                                | Jean-Pierre Bissières        | UDF           |          |
| 2004-                                    | Marie-France Salles          | Divers gauche |          |
| les dades anteriors no són pas conegudes |                              |               |          |
|                                          |                              |               |          |

## Demografia
| 1962  | 1968  | 1975  | 1982  | 1990  | 1999  | 2006  |
| ----- | ----- | ----- | ----- | ----- | ----- | ----- |
| 2.069 | 2.433 | 2.077 | 2.228 | 2.441 | 2.395 | 2.438 |